# Rallye Hustopeče 2010
Rallye Hustopeče 2010 (Oficiálně 6. Agrotec rally Hustopeče) byla čtvrtou soutěží šampionátu Mezinárodní mistrovství České republiky v rallye 2010. Soutěž se konala ve dnech 11. a 12. června a zvítězil zde Václav Pech mladší na voze Mitsubishi Lancer EVO IX.

## Průběh soutěže
Václav Pech vedl už po úvodních zkouškách první etapy, ale postupně se před něj probojoval Roman Kresta na voze Peugeot 207 S2000. Noční pasáž etapy měla čtyři zkoušky, z nichž dvě vyhrál Pech a dvě Pavel Valoušek s voezm Škoda Fabia S2000. Pech se tak vrátil na první pozici. Kresta udělal několik jezdeckých chyb a nabral výraznější ztrátu a propadl se na třetí pozici. Na čtvrté se držel Jaromír Tarabus na voze Ford Fiesta S2000.
Ve druhé etapě Pech udržoval vedení před Valouškem a nakonec první pozici uhájil. Kresta celou etapu snižoval náskok prvních dvou jezdců ale nakonec soutěž dokončil na třetí pozici před Tarabusem. Za nimi se seřadili Daniel Běhálek, Václav Arazim a Vojtěch Štajf.

## Výsledky
1. Václav Pech, Petr Uhel - Mitsubishi Lancer Evo IX
2. Pavel Valoušek, Zdeněk Hrůza - Škoda Fabia S2000
3. Roman Kresta, Petr Gross - Peugeot 207 S2000
4. Jaromír Tarabus, Daniel Trunkát - Ford Fiesta S2000
5. Daniel Běhálek, Petr Černohorský - Subaru Impreza STi
6. Václav Arazim, Julius Gál - Mitsubishi Lancer Evo IX
7. Vojtěch Štajf, Marcela Dolečková - Subaru Impreza Sti
8. Emil Triner, Kateřina Achsová - Subaru Impreza Sti
9. Antonín Tlusťák, Jan Škaloud - Škoda Fabia S2000
10. Vladimír Barvík, Petr Gabrhelík - Mitsubishi Lancer EVO IX